# アルシア山
アルシア山（英: Arsia Mons）は、火星の赤道近辺のタルシス台地にあるタルシス三山のうち最も南にある火山。
北には三山のパヴォニス山、次いでアスクレウス山が存在する。太陽系最大の火山オリンポス山もまたこの北西に存在している。
アルシア山の名称は、天文学者ジョヴァンニ・スキアパレッリが望遠鏡での観測時に名付けたアルベド地形に由来するが、その元となったのは古代ローマのアルシア森である。

## 画像

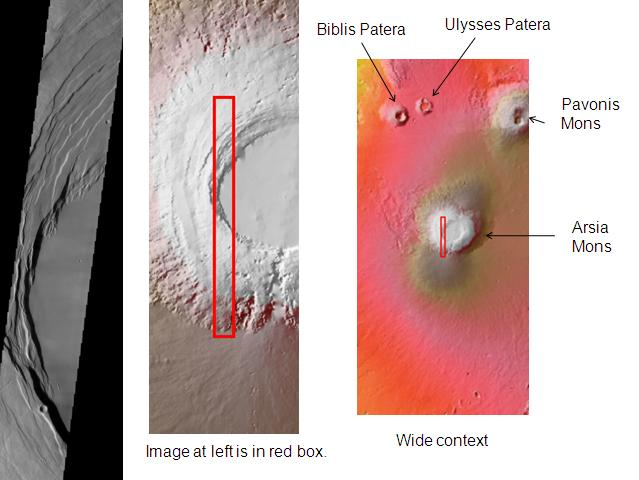
アルシア山火口の拡大図。
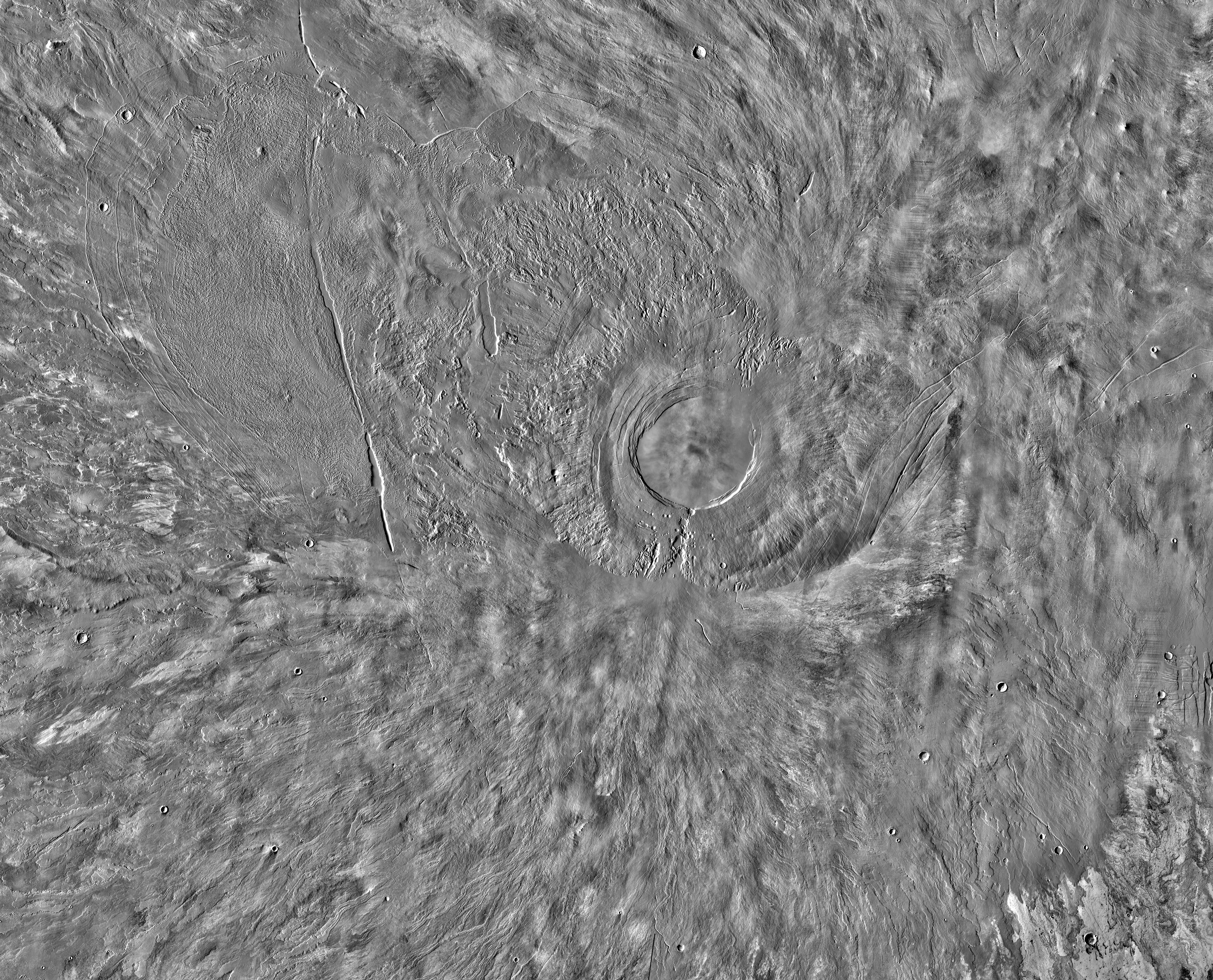
アルシア山周辺の赤外線画像。
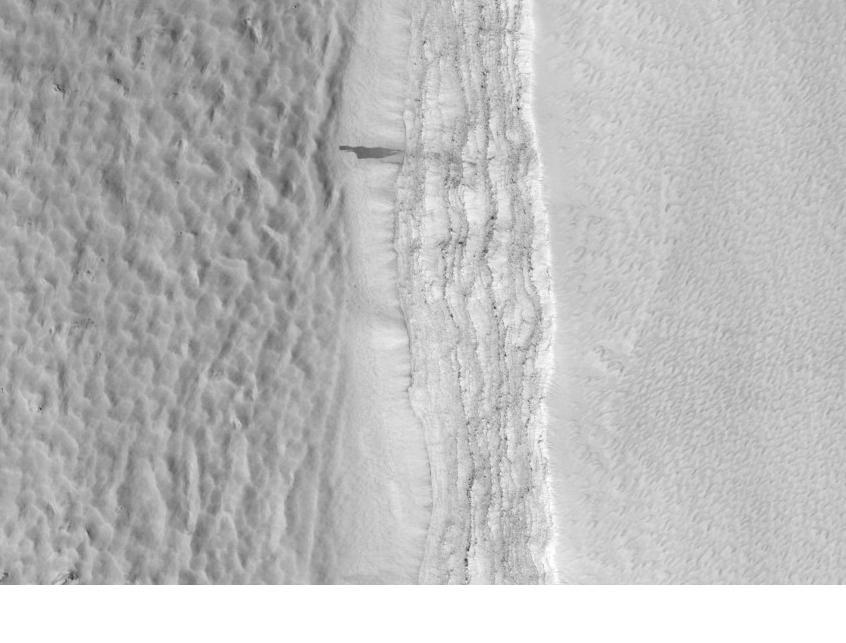
アルシア山西側斜面の地層。
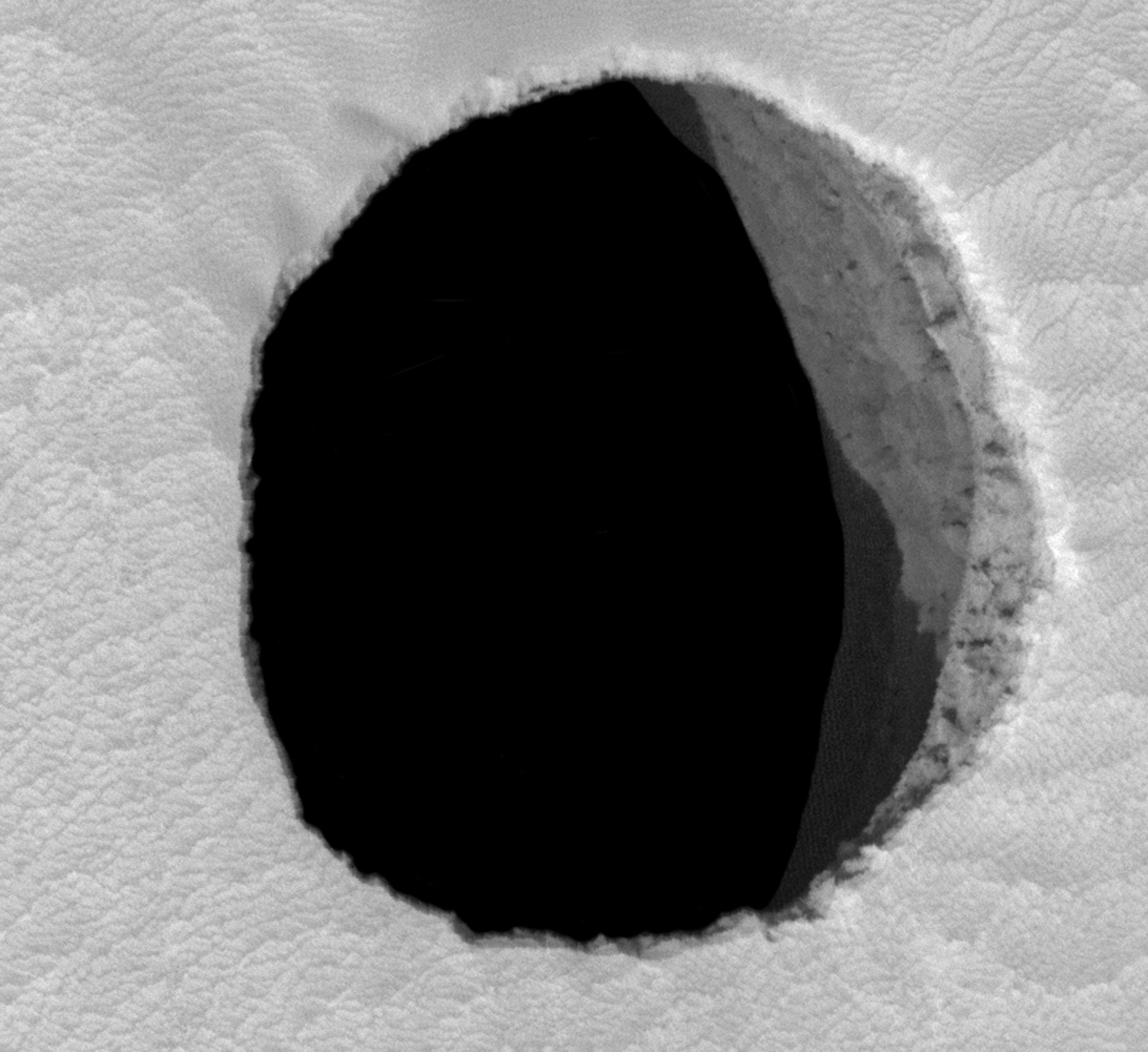
アルシア山で発見された溶岩洞の可能性のある穴 ("Jeanne")。